# Hanne Budtz
Olga Johanne Budtz, kaldet Hanne Budtz (født 21. september 1915 i Maribo, død 5. marts 2004) var en dansk politiker og advokat. Hun var medlem af Folketinget for Det Konservative Folkeparti fra 1953 til 1973.

## Opvækst og erhverv
Hanne Budtzs forældre var garvermester Carl Peter Poulsen og Anne Kirstine Elisabeth Bramsen (Kirstine). De var konservative forretningsdrivende som opdragede Hanne Budtz til flid og sparsommelighed. Hun fik ligesom sine fem søskende mulighed for at få en uddannelse. Moderen, der var engageret i Dansk Kvindesamfund, vakte hendes interesse for kvindesagen. Hanne Budtz blev student fra katedralskolen i Nykøbing Falster i 1933 og cand.jur. fra Københavns Universitet 1939. Herefter var hun først sagførerfuldmægtig i Nykøbing Falster, siden sekretær i Patent- og Varemærkedirektoratet. I 1945 fik hun sagførerbestalling. Hun var landsretssagfører i København fra 1947 til 1990 og havde tillige møderet for Højesteret.

## Dansk Kvindesamfund
Fra slutningen af 1940’erne var Hanne Budtz tilknyttet såvel Studenternes Retshjælp som Dansk Kvindesamfunds rådgivningskontor. Fra 1951 havde hun kontorfællesskab med advokat Lizzi Moesgaard, der også var et fremtrædende medlem af Dansk Kvindesamfund, og dette arrangement gav Hanne Budtz større frihed til at forfølge sine politiske og kvindesaglige mål. I 1951 efterfulgte hun Erna Sørensen, der også var jurist og konservativ, som landsformand for Dansk Kvindesamfund, og i hendes formandsperiode frem til 1956 stod emner som enlige mødres forhold, børnetilskud, deltidsarbejde og ophævelse af sambeskatning øverst på dagsordenen.

## Det Konservative Folkeparti
Hanne Budtz var fra 1950 folketingskandidat for Det Konservative Folkeparti (DKF) og blev 1953 valgt i Østre Storkreds. Det vat overraskende fordi hun var opstillet i Nørrebrokredsen på Nørrebro i Købehavn, hvor partiet ikke tidligere havde opnået mandater. I de følgende 20 år arbejdede hun i Folketinget særlig for kvinder, børn og familieforhold. Hun var sit partis ordfører i ægteskabslovgivning og udførte her et stort og dygtigt arbejde i en periode, hvor ægteskabet kom under angreb fra ungdomsoprør og seksuel liberalisering, ligesom hun var et fremtrædende medlem af Kvindekommissionen 1965-1974. Under behandlingen af Navneloven fra 1961, hvorefter kvinder på begæring kunne beholde deres pigenavn ved giftermål, understregede hun vigtigheden af, at kvinder var selvstændige personer med ret til selv at vælge navn. Dansk Kvindesamfund havde siden 1915 kritiseret sambeskatningen, og efter anden verdenskrig stod sagen højt placeret på den kvindepolitiske dagsorden. Hanne Budtz gik i dette spørgsmål imod sin partileder Poul Møller, der blev finansminister i 1968. Han frygtede, at særbeskatning ville fjerne tilskyndelsen til, at kvinder blev hjemmegående, hun mente derimod, at sambeskatning hindrede indgåelse af ægteskab og desuden var kvindepolitisk uretfærdig. Overgangen til individuel beskatning blev gennemført fra 1968 og mere konsekvent med kildeskatten i 1970. I den meget følelsesladede debat om seksualoplysning og abort i slutningen af 1960'erne gik Hanne Budtz på trods af sit partis overvejende negative holdning ind for både bedre oplysning og fri abort. Hun var formand for det udvalg, der forberedte Lov om svangerskabsafbrydelse af 1970, der lempede adgangen til abort for visse grupper. Hendes kvindepolitiske engagement gjorde hende også til en oplagt formand for Det Konservative Folkepartis Kvindeudvalg 1964-1974.
Hanne Budtz repræsenterede Det Konservative Folkeparti i Radiorådet og dettes programudvalg 1959-1968. I denne periode var hun medieordfører og markerede sig ved lange velforberedte indlæg om radiospredning. Under indtryk af den illegale, reklamefinansierede Radio Mercur, der startede i 1958, gik hun ind for at bryde statsmonopolet og åbne for konkurrence, adskille radio og tv samt indføre en anden demokratisk repræsentation end lytterforeninger. Desuden mente hun, at programmedarbejderne selv måtte være ansvarlige for deres udsendelser, og at Radiorådet kun skulle tage stilling til principielle spørgsmål og politiske udsendelser. Hun var desuden med til at skabe debat om radioens valgudsendelser og argumenterede for nødvendigheden af spærretid op til valgene. Også på biografområdet, og når det gjaldt andre former for forlystelser, gik hun ind for liberalisering og fri konkurrence. I den konservative folketingsgruppe fik hun en central placering som medlem af Folketingets Præsidium 1968-1973 og som statsrevisor 1969-1974. Trods stort arbejdspres var hun tillige medlem af Frederiksberg kommunalbestyrelse 1958-1964, og da hun gled ud af Folketinget ved det såkaldte jordskredsvalg i 1973, hvor Det Konservative Folkepartis mandattal blev reduceret fra 31 til 16, tog hun en ny periode i kommunalpolitik 1974-1978. Desuden var hun medlem af Landsskatteretten 1974-1980. Hanne Budtz var en flittig formidler og skrev en række informative bøger inden for sit fagområde, bl.a. Kvindens ret i ægteskabet – og mandens (1966) og Omkring dødsfald (1984). Desuden var hun konsulent for kvindeudsendelserne i Danmarks Radio 1950-1959 og holdt selv familiepolitiske foredrag.
Hanne Budtzs forskellige arbejdsområder supplerede hinanden. Hun mødte problemer som sagfører, fandt i Dansk Kvindesamfund inspiration til løsninger og forsøgte at få gennemført reformer på Christiansborg. Flere sager blev rejst i Folketinget med opbakning fra kvindeorganisationerne, og det var hendes opfattelse, at kvindesagen i midten af 1900-tallet primært skulle føres af kvindelige jurister og politikere, der havde direkte indflydelse på lovgivningen. Hanne Budtz blev konservativ, fordi hun anså Det Konservative Folkeparti for at være det mest moderne parti, ikke mindst set ud fra et kvindesynspunkt, da der i partiet var en tradition for at rekruttere kvindelige jurister, hvis faglige baggrund gav dem mulighed for at arbejde på lige fod med mændene. Hanne Budtz havde en korrekt-kølig facade, men var også særdeles engageret og energisk på de felter, hun kastede sig over.

## Familie
Hanne Budtz blev i 1945 gift med Otto Johan Budtz (1890-1972). De havde et barn som blev født i 1946.

## Hæder
I 1965 udnævntes hun til ridder af Dannebrogordenen, og i 1971 til ridder af 1. grad.